# Camponotus esau
Camponotus esau é uma espécie de inseto do gênero Camponotus, pertencente à família Formicidae.